# Ramicourt
Ramicourt ist eine französische Gemeinde mit 147 Einwohnern (Stand: 1. Januar 2022) im Département Aisne in der Region Hauts-de-France (vor 2016 Picardie). Sie gehört zum Arrondissement Saint-Quentin, zum Kanton Bohain-en-Vermandois und zum Gemeindeverband Pays du Vermandois.

## Geografie
Die Gemeinde Ramicourt liegt . Nachbargemeinden von Ramicourt sind Beaurevoir im Norden, Montbrehain im Osten, Sequehart im Südosten, Levergies im Südwesten sowie Joncourt im Westen.

## Geschichte
Während des Ersten Weltkriegs wurde Ramicourt am 28. August 1914 von deutschen Truppen besetzt. Am 2. Oktober 1918 wurde der Ort von britischen und australischen Truppen befreit.

### Bevölkerungsentwicklung
| Jahr                       | 1962 | 1968 | 1975 | 1982 | 1990 | 1999 | 2006 | 2015 | 2022 |
| -------------------------- | ---- | ---- | ---- | ---- | ---- | ---- | ---- | ---- | ---- |
| Einwohner                  | 227  | 205  | 176  | 184  | 169  | 178  | 175  | 157  | 147  |
| Quellen: Cassini und INSEE |      |      |      |      |      |      |      |      |      |

## Wirtschaft und Infrastruktur
Von 1900 bis 1950 lag Ramicourt an der 1951 stillgelegten Eisenbahnstrecke von Le Catelet nach Guise. Das Bahnhofsgebäude wurde in den 1970er Jahren abgerissen. An seinem Standort steht heute ein Getreidesilo.

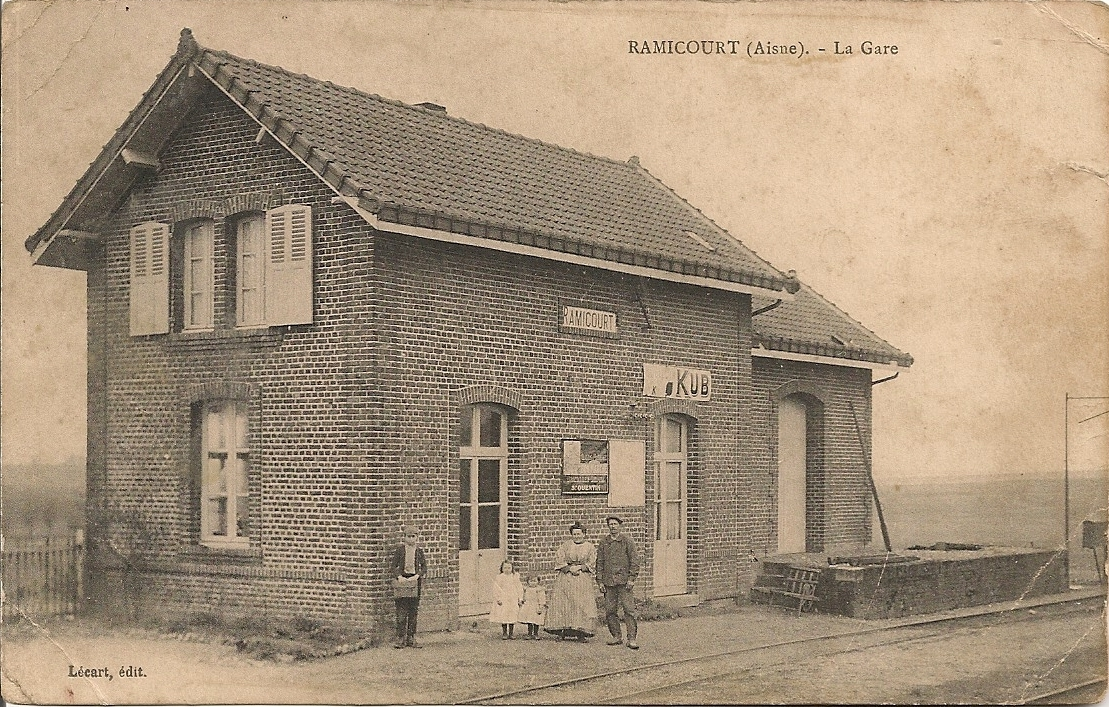
Bahnstation um 1910 (Postkarte)
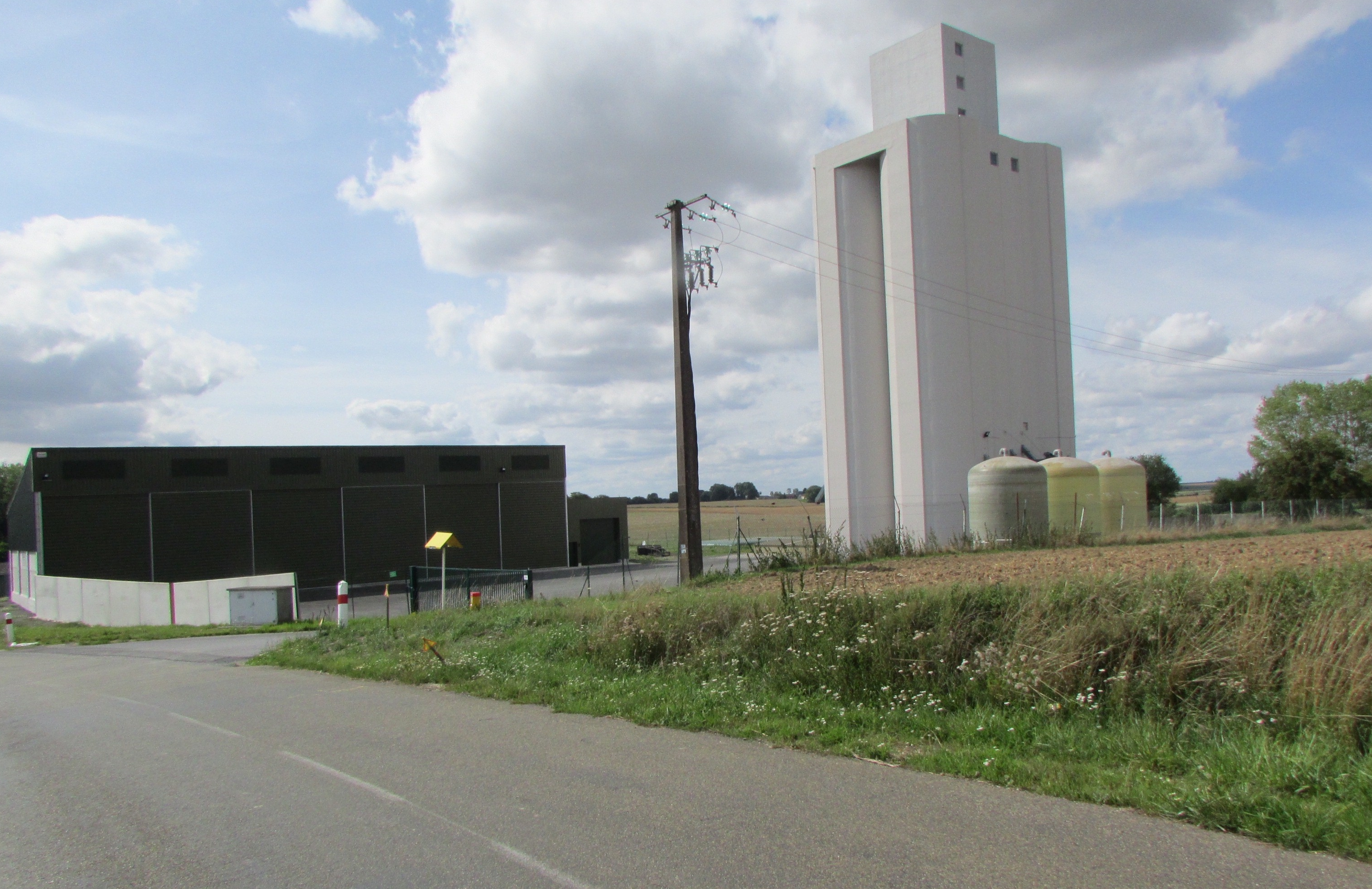
Getreidesilo an der Stelle des ehemaligen Bahnhofs

## Sehenswürdigkeiten

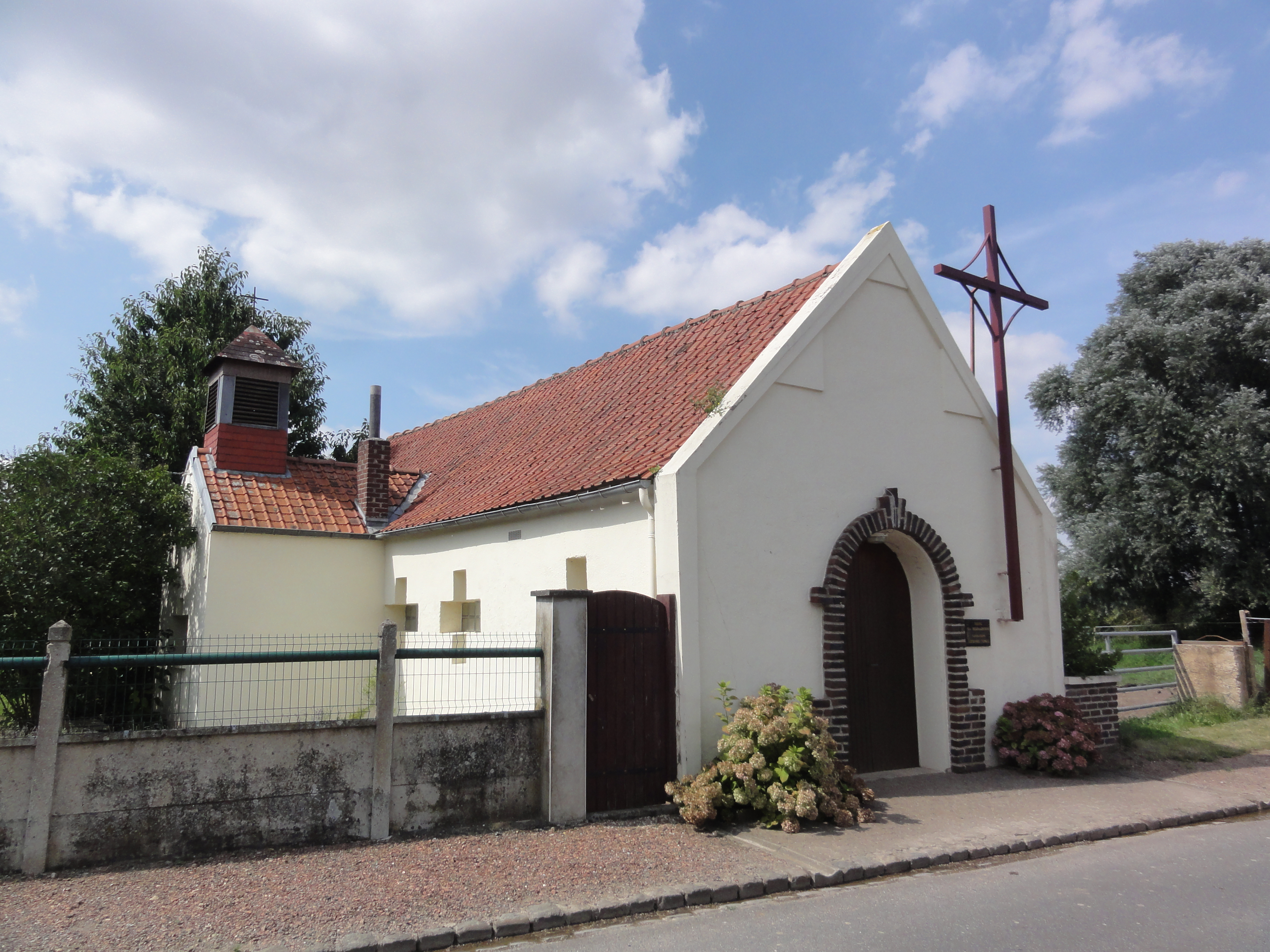
Kirche Sainte-Bernadette
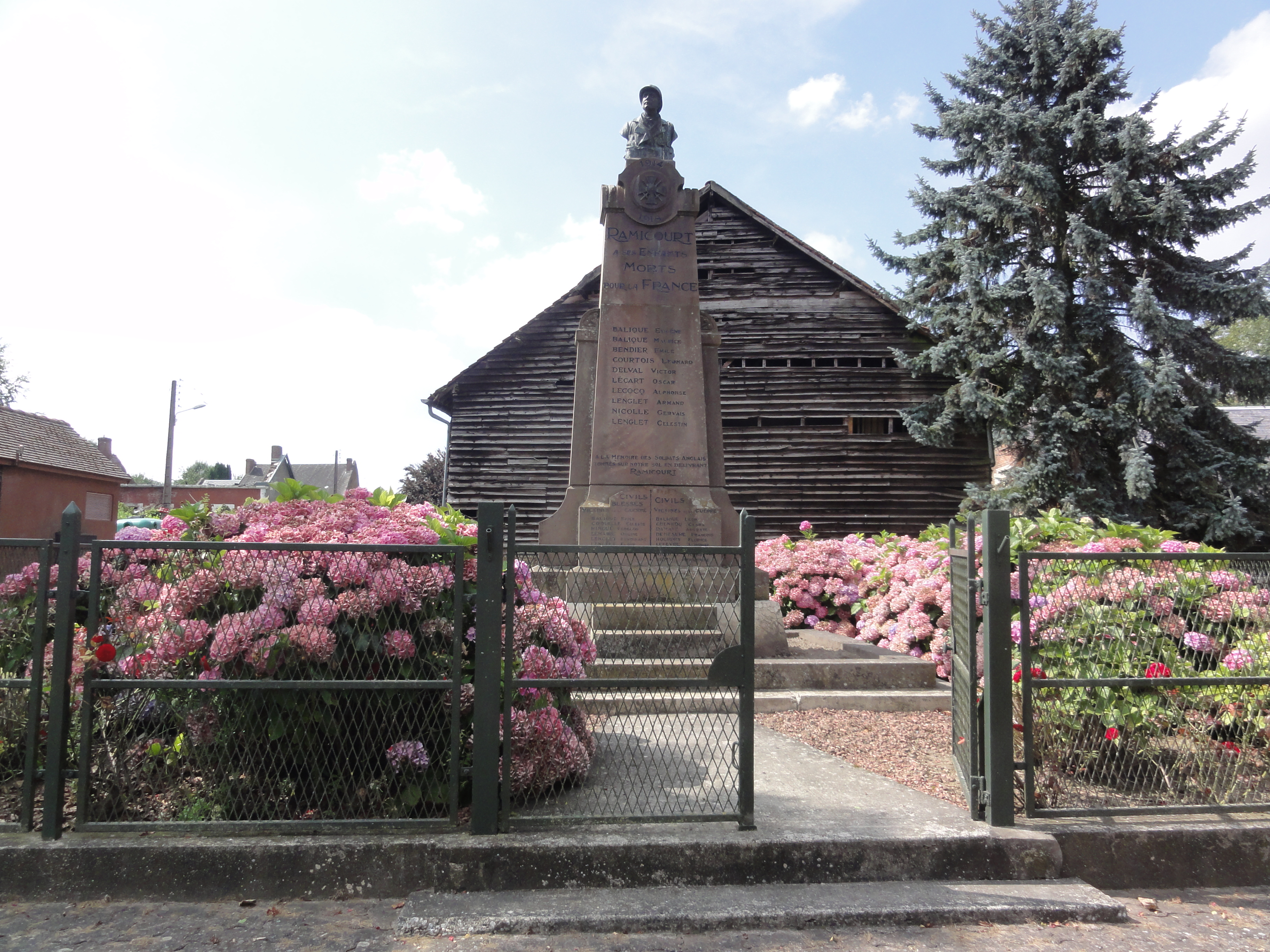
Gefallenendenkmal

- Kirche Sainte-Bernadette
- Gefallenendenkmal